# Autoroute 65 (Québec)
L'Autoroute 65 ou Autoroute de l'Amiante est un ancien projet d'autoroute québécois devant relier Thetford Mines et Plessisville à l'autoroute 20. 
En 1971, lors de la phase d'élaboration du réseau autoroutier, l'autoroute 65 est proposée dans l'axe de la route 265. 
En 1991, le tracé étudié est plutôt dans l'axe des routes 263 et 265. Un rapport conclut que ce projet d'autoroute n'apporterait que peu de bénéfices, le réseau de routes provinciales dans ce secteur suffisant à la demande. Il est plutôt proposé de mener un programme d'amélioration de la route 112 entre Vallée-Jonction et Sherbrooke, ainsi que des routes 265, 116 et 263, ce qui donne naissance à une nouvelle route nationale, la route 165.